# ويليام توماس (سياسي كندي)
ويليام توماس هو سياسي كندي، ولد في 1785 في المملكة المتحدة، وتوفي في 5 نوفمبر 1863 في المملكة المتحدة. انتخب عضو المجلس النيابي لنيوفندلاند ولابرادور ‏ (1832 – ).